# Louis Terrenoire
Louis Terrenoire (* 10. November 1908 in Lyon; † 8. Januar 1992 in Paris) war ein französischer Journalist und Politiker.

## Leben
Er war Führer der christlichen Gewerkschaften (1928), Herausgeber der La Voix sociale und des Nouveau Journal de Lyon (1930–1931). 1932 ging er zur L’Aube, dem Publikationsorgan der Christdemokraten.
Seit 1940 arbeitete er in der Résistance und wurde in 1943 Sekretär des „Conseil National de la Résistance“ (CNR). Im Dezember 1943 und noch einmal im März 1944 verhaftete ihn die Gestapo, überstellte ihn im Juni 1944 in das KZ Dachau und im August weiter in das KZ-Außenlager Kempten. Er schilderte später die Zeit seiner Deportation in dem Buch Sursitaire de la mort lente, wo er unter anderem die Zusammenarbeit zwischen Christen und Kommunisten beschreibt, um im Konzentrationslager zu überleben.
Nach der Befreiung wurde er 1946 Abgeordneter des Mouvement républicain populaire (MRP) des Département Orne in den beiden verfassungsgebenden Versammlungen und dann der Nationalversammlung. Im Jahr 1947 trat er dem „Rassemblement du peuple français (RPF)“ bei.
Terrenoire war von 1951 bis 1954 und erneut ab 1958 Generalsekretär der gaullistischen Bewegung. Er war Fraktionsvorsitzender der Gruppe Union pour la Nouvelle République (UNR) in der Nationalversammlung (1959–1960) und Informationsminister von Februar 1960 bis August 1961, dann Staatssekretär für die Beziehungen mit dem Parlament von August 1961 bis April 1962. Zu dieser Zeit übte er auch die Funktion eines Regierungssprecher von Charles de Gaulle aus.
Von 1962 bis 1973 gehörte Louis Terrenoire dem Europäischen Parlament an, von 1967 bis 1972 in der Funktion eines Vizepräsidenten.
Von 1963 bis 1964 war er Mitherausgeber der linksgaullistischen Wochenzeitung „Notre République“. 1962, 1967 und 1968 wurde er für die unter verschiedenen Bezeichnungen (UNR, UNR-UDT, UD-Ve République und UDR) auftretende „Union pour la Nouvelle République“ wiedergewählt. Sein Stiefvater Francisque Gay war ein Staatsminister unter de Gaulle und sein Sohn Alain Abgeordneter des Département Loire.
Louis Terrenoire war von 1959 bis 1977 18 Jahre lang Bürgermeister von Ceaucé im Département Orne. Er spielte eine wichtige Rolle bei der Unterstützung der arabischen Völker, vor allem der Palästinenser, zusammen mit seinen Freunden „Témoignage Chrétien (Christliches Zeugnis)“ und im Rahmen der französisch-arabischen Solidaritätsvereinigung (ASFA). Im Jahr 1974 zeichnete man ihn zum Kommandeur der Ehrenlegion aus. Im Jahr 1987 zog er sich freiwillig aus dem öffentlichen Leben zurück.

## Geflügelte Worte
„Die Presse muss die Freiheit haben, alles zu sagen, damit gewissen Leuten die Freiheit genommen wird, alles zu tun.“

## Schriften
- De Gaulle et l’Algérie. Fayard, 1964.
- De Gaulle vivant. Plon, 1971.
- De Gaulle (1947–1954), Pourquoi L’Echec. Plon, 1981.
- Edmond Michelet mon ami. Nouvelle Cité, 1995 posthum
- Sursitaires de la mort lente ("Dem schleichenden Tod entkommen", über seine Erlebnisse im KZ Dachau und KZ-Außenlager Kempten 1944/45), französisch, Éditions Seghers, Paris 1976, 163 S., ISBN 9782232141553, OCLC 3514393

- Weitere Dokumente im Nationalarchiv[6][7]